# 武永祥
武 永祥（たけ ながよし、1948年9月22日 - ）は、京都府出身の元騎手・元調教助手。
長男は調教師で元騎手・調教助手の武英智、父は元調教師の武平三、兄は元調教師の武宏平、義理の弟は元調教師の作田誠二、従兄弟に元調教師の武邦彦、従甥に騎手の武豊、調教師で元騎手の武幸四郎がいる。

## 来歴
父・平三の厩舎には福永洋一の長兄である甲が所属していたため、京都市立桃陵中学校3年次の1963年には平三を頼って京都に移ってきた洋一と学校に通った。中学卒業を控えた同年秋には洋一と共に馬事公苑騎手養成長期課程を受験し、合格後の入所式では、平三が永祥と洋一、双方の保護者として出席した。
馬事公苑花の15期生の一人で、15期生の同期には洋一や後に義弟となる作田のほか、岡部幸雄・柴田政人・伊藤正徳などがいた。
1968年3月に京都・戸山為夫厩舎からデビューし、同2日の京都第10競走5歳以上70万下・ロツコウミドリ（6頭中5着）で初騎乗を果たすが、同年は0勝に終わる。
2年目の1969年には2月15日の中京第4競走5歳100万下・ラドオーに騎乗してようやく初勝利を挙げ、4勝をマーク。
3年目の1970年には栗東・戌亥信義厩舎に移籍し、2月7日の小倉、翌8日の京都で勝利して初の2日連続勝利を挙げる。京都大障害（秋）ではハツヒカリで3着に入り、初の2桁勝利となる10勝をマーク。
1971年には父・平三の厩舎に移籍し、4勝を全て中京戦で挙げた。
1972年にはタマツバキ記念（秋）・シロタマツバキで重賞初勝利を挙げ、11月25日の京都第11競走4歳以上オープンでは菊花賞馬ダテテンリュウに騎乗しショウフウミドリを抑えてハマノパレードの2着に入った。
1973年にはシロタマツバキでアラブ大賞典（春）・タマツバキ記念（春）では共に3着に入り、アラブ王冠で重賞2勝目を挙げ、3年ぶりの2桁勝利となる10勝をマーク。
1974年にはシロタマツバキでタマツバキ記念（春）を制し重賞3勝目を挙げ、1976年にはフィニックスアローでシンザン記念を15頭中14番人気ながら2着と健闘し、夏の札幌戦で3勝を挙げたが、5勝に終わる。
1977年には4月17日の小倉では初の1日3勝を挙げたが、前年に続いて5勝に終わる。
1980年と1981年は2年連続で9勝と2桁に届かず、1982年には7月3日の中京で第9→10→11競走と3連勝するなど、9年ぶりの2桁勝利で自己最多の13勝をマーク。
1984年からはフリーとなり、1985年には作田から乗り替わった宏平の管理馬マルヨプラードで京都4歳特別をランドヒリュウの5着とし、3年ぶりで最後の2桁勝利となる12勝をマーク。
1986年にはチグサパワーでセイユウ記念3着、9月21日の函館第2競走3歳新馬ではミナミプリンセスでスルーオダイナの3着に逃げ粘った。
1987年にはチグサパワーでセイユウ記念2年連続3着、1989年5月14日の京都第9競走葵ステークスでは18頭中13番人気のスーパークラウンでオサイチジョージの2着、1990年1月20日の京都第3競走4歳新馬では武牧場生産馬キタシバスペインで2着に入った。
1988年からは武牧場生産馬ステイジヒーローの主戦騎手として、デビューから自身の引退まで全レースに騎乗し、平三の厩舎に復帰した1991年には有馬記念2週前の阪神競馬場新装記念でダイユウサクの2着、平三の定年で田中章博厩舎に移籍した1992年には中京記念・高松宮杯・スワンステークス3着に入った。最後の勝利も1992年5月3日の京都第11競走オーストラリアトロフィーのステイジヒーローで挙げ、最終騎乗日となった1993年2月28日のマイラーズカップではニシノフラワー・ヤマニンゼファーに次ぐ5着に入り、当日の阪神最終第12競走4歳以上900万下・ヴィーブシンボリ（13頭中13着）を最後に引退。
引退後は田中厩舎の調教助手となり、2012年には福永洋一記念当日の高知で開かれた花の15期生の同期会に参加し、洋一を囲んでの会見ではエピソードを語った 。

## 騎手成績
| 通算成績 | 1着 | 2着 | 3着 | 4着以下 | 出走回数 | 勝率 | 連対率 |
| -------- | --- | --- | --- | ------- | -------- | ---- | ------ |
| 平地     | 152 | 171 | 230 | 1971    | 2524     | .060 | .128   |
| 障害     | 4   | 4   | 4   | 25      | 41       | .098 | .195   |
| 計       | 156 | 175 | 234 | 2000    | 2565     | .061 | .129   |

主な騎乗馬
- シロタマツバキ（1972年タマツバキ記念 (秋)、1973年アラブ王冠 (秋)、1974年タマツバキ記念 (春)）